# Enthroners de Fehérvár
Stade
Maillots
Champion 
Hungarian Bowl : 2019 - 2022
Saison en cours
Les Enthroners de Fehérvár sont une franchise hongroise de football américain basé à Székesfehérvár.
Depuis 2020, les Enthroners participent aux championnats de la Ligue hongroise de football et de la Division 1 de la Ligue autrichienne de football, le deuxième plus haut niveau d'Autriche.
Dès 2023, elle participe à la compétition professionnelle organisée par l'European League of Football.

## Histoire
Créée en 2007, l'équipe commence à joueur au niveau le plus bas de la compétition en Hongrie. Sans succès notable, elle atteint pour la première fois de son histoire, la phase finale de la Division 1 en 2015.
En 2016, un nouveau programme est mis sur pied. L'équipe joue dorénavant ses matchs au First Field, premier stade de football américain en Hongrie. Ils terminent finaliste de la finale de 2e division. Promus en 1re Division, ils remportent le championnat dès la saison 2017. Ils accèdent ainsi à la Ligue Hongroise de Football. Ils terminent 5e en 2018 mais la saison suivante, après avoir terminé 3e de la saison régulière, ils remportent l'Hungarian Bowl XIV. En 2021, ils perdent la finale après une saison régulière sans défaite mais remporte leur deuxième titre national en 2022 après une saison parfaite.
Depuis 2018, les Enthroners participent au championnat autrichien. Ils commencent à joueur en 4e Division, la plus basse et grimpe régulièrement de catégorie pour finalement rejoindre la 1re Division en 2022. Lors de leurs quatre premières saisons en Autriche, ils ne perdent aucun des 35 matchs joués et malgré leur dominance, la fédération autrichienne ne leur permet pas de sauter une division. 
La Fédération autrichienne ayant décidé en 2022 qu'elle n'autoriserait pas la promotion d'équipes dans sa Division Élite (l'Austrian Football League) afin de stabiliser les positions des 10 équipes déjà participantes, les Enthroners ne sont pas promus bien qu'ils aient remporté la Division 1 sans connaitre la défaite. 
En 2021, les Enthroners sont qualifiés pour jouer en CEFL Cup mais ils doivent déclarer forfait pour le match prévu contre les Calanda Broncos à la suite de la pandémie de Covid-19.
En 2022, l'équipe est qualifiée pour la CEFL Cup. Elle remporte le groupe Sud et bat 20 à 20 en final Lions de Prague.
Le 23 mai 2022, les Enthroners annoncent qu'il vont intégrer l'European League of Football dès la saison 2023.

## Palmarès
- Championnat de Hongrie (Hungarian Bowl) :
  - Vainqueurs (2) : 2019, 2022
  - Finaliste (1) : 2021

### Saison par saison
| Saison | Division | Saison régulière | Saison régulière | Saison régulière | Saison régulière | Saison régulière | Saison régulière | Phase finale |
| ------ | -------- | ---------------- | ---------------- | ---------------- | ---------------- | ---------------- | ---------------- | --- |
| Saison | Division | Classement       | Nb               | V                | D                | +                | -                | Phase finale |
| 2009   | Div. III | 07e              | 4                | 1                | 3                | 105              | 150              | — |
| 2010   | Div. II  | 03e              | 6                | 4                | 2                | 170              | 034              | — |
| 2011   | Div. II  | 10e              | 5                | 0                | 5                | 045              | 127              | — |
| 2014   | Div. II  | 11e              | 4                | 0                | 4                | 047              | 104              | — |
| 2015   | Div. II  | 05e              | 4                | 2                | 2                | 060              | 079              | Défaite 7-14 en wild card contre Zala Predators |
| 2016   | Div. II  | 02e              | 4                | 4                | 0                | 116              | 014              | Victoire 53-12 en ½ finale contre Dabas Sparks Défaite 13-35 au Duna Bowl VIII contre Budapest Eagles                                                         |
| 2017   | Div. I   | 01er             | 7                | 7                | 0                | 248              | 045              | Victoire 28-7 au Pannon Bowl XI contre Budapest Eagles |
| 2018   | HFL      | 05e              | 7                | 2                | 5                | 123              | 210              | — |
| 2019   | HFL      | 03e              | 5                | 3                | 2                | 117              | 067              | Victoire 33-28 en wild card contre Miskolc Steelers Victoire 16-13 en ½ finale contre Budapest Cowbells Victoire 14-12 au Hungarian Bowl contre Kyiv Capitals |
| 2021   | HFL      | 01er             | 4                | 4                | 0                | 109              | 021              | Défaite 7-18 en ½ finale contre Budapest Wolves |
| 2022   | HFL      | 01er             | 4                | 4                | 0                | 150              | 051              | Victoire 26-13 en ½ finale contre Miskolc Steelers Victoire 31-24 au Hungarian Bowl contre Budapest Wolves                                                    |

| Saison | Division        | Saison régulière | Saison régulière | Saison régulière | Saison régulière | Saison régulière | Saison régulière | Phase finale |
| ------ | --------------- | ---------------- | ---------------- | ---------------- | ---------------- | ---------------- | ---------------- | --- |
| Saison | Division        | Classement       | Nb               | V                | D                | +                | -                | Phase finale |
| 2018   | Div 4 (Group B) | 1er              | 6                | 6                | 0                | 302              | 06               | Victoire 75-0 en ½ finale contre Wörgl Warriors Victoire 44-6 au Mission Bowl IV contre Upper Styrian Rhinos (44–6)     |
| 2019   | Div 3 (Group B) | 1er              | 8                | 8                | 0                | 276              | 024              | Victoire 37-6 en ½ finale contre Pinzgau Celtics Victoire 32-6 au Challenge Bowl XVI contre Upper Styrian Rhinos (32–6) |
| 2021   | Div 2 (Group A) | 1er              | 6                | 6                | 0                | 274              | 035              | Victoire 70-0 en ½ finale contre Styrian Hurricanes Défaite sans joueur au Iron Bowl XIII contre Schwaz Hammers         |
| 2022   | Div 1 (Group A) | 1er              | 8                | 8                | 0                | 262              | 038              | Victoire 49-18 en ½ finale contre Hohenems Blue Devils Victoire 42-7 au Silver Bowl contre Amstetten Thunder            |
| 2023   | Div 1 (Group A) | 4e               | 8                | 1                | 7                | 059              | 275              | Non qualifié |

| Saison | Division         | Saison régulière | Saison régulière | Saison régulière | Saison régulière | Saison régulière | Saison régulière | Phase finale                                                       |
| ------ | ---------------- | ---------------- | ---------------- | ---------------- | ---------------- | ---------------- | ---------------- | ------------------------------------------------------------------ |
| Saison | Division         | Classement       | Nb               | V                | D                | +                | -                | Phase finale                                                       |
| 2021   | CEFL             | -                | -                | -                | -                | -                | -                | Forfait en tour de qualification contre Calanda Broncos (Covid-19) |
| 2022   | CEFL Cup (South) | 1er              | 1                | 1                | 0                | 34               | 12               | Victoire 24-20 en finale contre Lions de Prague                    |

| Saison | Saison régulière | Saison régulière | Saison régulière | Saison régulière | Saison régulière | Saison régulière | Saison régulière | Saison régulière | Saison régulière  | Phase finale             |
| ------ | ---------------- | ---------------- | ---------------- | ---------------- | ---------------- | ---------------- | ---------------- | ---------------- | ----------------- | ------------------------ |
| Saison | Nb               | V                | D                | N                | %                | +                | -                | ≠                | Classement        | Phase finale             |
| 2023   | 12               | 3                | 9                | 0                | 25,0             | 218              | 424              | -206             | 4e conférence Est | Non qualifié             |
| 2024   | Saison en cours  | Saison en cours  | Saison en cours  | Saison en cours  | Saison en cours  | Saison en cours  | Saison en cours  | Saison en cours  | Saison en cours   | Saison en cours          |
| Totaux | 12               | 3                | 9                | 0                | 25,0             | 218              | 424              | -206             | -                 | 0 participation, 0 titre |